# Ninür
Ninür è il terzo album del disc jockey, produttore discografico, musicista e cantante norvegese Aleksander Vinter, il primo sotto lo pseudonimo di Savant. È stato pubblicato l'11 novembre 2011.

## Tracce
1. You Can Play – 4:09
2. Bach To The Phuture – 1:53
3. Ocarine – 3:48
4. Ninür – 4:46
5. The Third Eye – 4:01
6. Gunslinger Jones – 6:10
7. I Want You – 3:37
8. Rabbit Whore (feat. Blood Command) – 5:29
9. Rollercoaster – 4:05
10. Holy Ghost – 3:51
11. Make You Dream – 4:03
12. The A Team – 4:54
13. Omni (feat. Vinter in Hollywood) – 7:37